# Espagnol mexicain

Ne pas confondre avec l'espagnol rioplatense et l'espagnol chilien, qui sont parlés aussi en Amérique latine.
 (décembre 2023).
Si vous disposez d'ouvrages ou d'articles de référence ou si vous connaissez des sites web de qualité traitant du thème abordé ici, merci de compléter l'article en donnant les références utiles à sa vérifiabilité et en les liant à la section « Notes et références ».
L'espagnol mexicain est la variété régionale de l'espagnol qui est parlée au Mexique et dans plusieurs groupes de population d'origine mexicaine dans d'autres pays, surtout aux États-Unis et au Canada.
L'espagnol mexicain, dont les origines remontent au XVIe siècle, est la variante de l’espagnol la plus parlée dans le monde : le nombre de ses locuteurs représente environ un quart des hispanophones. De plus, c'est celle qui est la plus diffusée, par le biais des médias de masse du Mexique et des États-Unis, où la proportion des populations d'origine mexicaine est très importante.
Il existe plusieurs variétés d'espagnol mexicain. Ces différents dialectes varient d'un point de vue phonétique (accent) mais aussi lexical ou morphologique. Les plus usitées sont celles, populaire et éduquée, de Mexico, en raison du nombre d'habitants de l'agglomération de la capitale et de son rôle central, à la fois politique et culturel. Il en résulte une forte influence du nahuatl, langue parlée dans la vallée de Mexico avant l'arrivée des Espagnols, sur l'espagnol mexicain en général.

## Caractéristiques structurelles
Il y a quelques différences dans la structure verbale. La conjugaison à la 1ère personne du pluriel (Vosotros) qui se fait habituellement en «ais» ou «eis» se fait en utilisant la 3ème personne du pluriel (Ellos/Ellas/Ustedes), généralement «an» ou «en» (« No están solitarios » au lieu de « No estáis solitarios » en Espagne). D'autre part, le pronom personnel « os » (os escribí) est changé avec « les » (les escribí) en français (je vous ai écrit).
- « Siempre estaréis en vuestro corazón » → « Siempre estarán en su corazón » (Mexique)
- « ¿Cómo supisteis que estabais enamorados? » → « ¿Cómo supieron que estaban enamorados? » (Mexique)
- « Para que os conozcáis » → « Para que se conozcan » (Mexique)[réf. nécessaire]

## Variations régionales
Des différences notables existent selon les régions du Mexique. On remarque surtout ces différences en comparant les régions rurales et les régions urbaines. Ces dernières penchent, dans certains cas, vers l'utilisation d'anglicismes par les États-Unis et des archaïsmes ou des termes qui ne sont pas présents dans le vocabulaire des locuteurs des grandes villes.[réf. nécessaire]
Par exemple, au lieu du mot fontanero, on utilise le mot plomero (en français, « plombier »). Au Mexique, un fontanero signifie « fontainier ».

### Exemples
| Mexique              | Espagne   | Français                          |
| Alberca / Piscina    | Piscina   | Piscine                           |
| Timbre               | Sello     | Timbre                            |
| Elevador             | Ascensor  | Ascenseur                         |
| Guajolote / pavo     | Pavo      | Dindon                            |
| Lentes               | Gafas     | Lunettes                          |
| Camión / Autobús     | Autobús   | Autobus                           |
| Coche / carro        | Coche     | Voiture                           |
| Bajo(a) / Pequeño(a) | Bajo(a)   | Petit(e) (taille)                 |
| Fierro               | Hierro    | Fer                               |
| Jugo                 | Zumo      | Jus                               |
| Celular              | Móvil     | (Téléphone) portable / cellulaire |
| Popote               | Pajita    | Paille (pour boire)               |
| Plomero              | Fontanero | Plombier                          |
| Clóset / Armario     | Armario   | Armoire                           |
| Verbes équivalents   |           |                                   |
| Agarrar / tomar      | Coger     | Prendre                           |
| Andar / Caminar      | Andar     | Marcher                           |
| Manejar              | Conducir  | Conduire                          |
| Tomar                | Beber     | Boire                             |
| Antojar              | Apetecer  | Désirer                           |